# Estádio Cornélio de Barros
Estádio Cornélio de Barros – stadion piłkarski, w Salgueiro, Pernambuco, Brazylia, na którym swoje mecze rozgrywa klub Salgueiro AC.